# НРС (зброя)
НРС і НРС-2 (Ніж Розвідника Стрілецький) — радянські бойові ножи з вмонтованим пристроєм для безшумної і безполум'яної стрільби. Індивідуальна зброя бійців підрозділів спеціального призначення збройних сил і деяких спецслужб.

## Історія створення
На початку 1970-х років ЦНДІ «Точмаш» (нині — російський ФДУП «Центральний науково-дослідний інститут точного машинобудування») для безшумного двоствольного пістолета МСП був розроблений патрон СП-3 який забезпечував повністю безшумну стрільбу: конструкторська ідея полягала в тому, аби «заперти» порохові гази після пострілу в гільзі, передаючи кулі імпульс за рахунок поршня-штовхача, який замикав би гільзу після виходу кулі.
За замовленням Міністерства оборони і КДБ СРСР під патрон СП-3 були розпочаті роботи зі створення стрілецького ножа, який отримав згодом назву НРС. Роботою керував Рафаїл Дмитрович Хлинін — розробник спеціального пістолета МСП.
У 1983 році на озброєння спецпідрозділів Міністерства оборони та КДБ був прийнятий новий безшумний комплекс, що включав 7,62-мм пістолет ПСС і патрон СП-4. З появою нового спеціального патрона постало питання і про створення стрілецького ножа під цей патрон. Модернізацію НРС проектували інженери тульського збройового заводу Генріх Анатолійович Савіщев, Ігор Пилипович Шедлось і В'ячеслав Якович Овчинніков. У 1986 році ніж з переробленим під новий патрон СП-4 пристроєм для стрільби був прийнятий на озброєння. Нова модифікація НРС отримала назву НРС-2.
|                                     | НРС           | НРС-2         |
| ----------------------------------- | ------------- | ------------- |
| Патрон                              | СП-3          | СП-4          |
| Калібр, мм                          | 7,62          | 7,62          |
| Маса ножа з піхвами без підвісу, гр | 540           | 570           |
| Маса ножа без піхов, гр             | 325           | 360           |
| Габарити ножа в піхвах, мм          | 322х63х30,5   | 330х64х32,5   |
| Габарити ножа без піхов, мм         | 280х52,5х30,5 | 285х52,5х32,5 |
| Габарити клинка, мм                 | 158х28х3,4    | 160х28х3,4    |
| Прицільна дальність стрільби, м     | 25            | 25            |
| Початкова швидкість кулі, м/с       | 140           | 200           |

Паралельно зі створенням НРС-2 був розроблений ніж розвідника НР-2 без стрілецького пристрою.

## Призначення, конструкція і комплектація НРС-2
Ніж НРС-2 — засіб нападу і захисту в ближньому бою, який об'єднує якості холодної і вогнепальної зброї.
Однозарядний пристрій для стрільби, розташований у рукоятці ножа, дозволяє вести безшумну і безполум'яну стрільбу спеціальними патронами на дальність до 25 метрів. Конструкція ножа дозволяє уражати противника клинком при ударі і метанні. Лезо НРС виготовлене з високоякісної нержавіючої сталі, що дозволяє перепилювати 10-міліметрові сталеві прутки, різати сталевий дріт діаметром до 2,5 мм під напругою до 400 вольт чи телефонний кабель діаметром до 5 мм, вкручувати і відвертати гвинти діаметром понад 6 мм, обжимати капсулі-детонатори.
НРС-2, як і НРС, являє собою ніж з вмонтованим в задню частину рукоятки однозарядним стрілецьким пристроєм, який складається з окремого ствола із замикаючим пристроєм на кінці і двома замикаючими виступами, коробки, ударно-спускового механізму, важеля взводу, флажкового запобіжника і важеля спуску. Для прицілювання на кінці рукоятки є мушка, а в обмежувачі рукоятки прорізаний цілик.
Клинок ножа має плавний скіс на вістрі леза, який забезпечує проколювання/пробиття сталевого листа товщиною 1 мм. На обуху клинка нарізані зуби пилки, що дозволяють перепиляти металевий пруток діаметром до 10 мм. Рукоятка ножа виконана з пластику зеленого кольору, з сітчастим рифленням для зручності утримування.
НРС-2 комплектується піхвами з поясним шкіряним підвісом для носіння на поясі і гумовим підвісом для носіння на нозі. Піхви пластикові, мають збоку важіль-кусачки, що дозволяють перекушувати сталевий дріт діаметром до 2,5 мм або електричні дроти під напругою. На передньому кінці піхов є коротка плоска викрутка. Клинок ножа в піхвах фіксується широкою пластинчастою пружиною.
У комплект поставки НРС-2 також входили вкладиш в рукоятку, подсумок на чотири патрони і пенал з приладдям.